# Thomson (Georgia)
Thomson è una città degli Stati Uniti d'America, situata nello Stato della Georgia e in particolare nella contea di McDuffie, della quale è il capoluogo. La città era originariamente chiamata Slashes ed è stata rinominata nel 1853 in onore di John Edgar Thomson.